# Windach
Windach è un comune tedesco di 3 634 abitanti, situato nel land della Baviera. Da alcuni anni è gemellato con il comune veronese di Isola Rizza.